# Jacques Seiler
Jacques Seiler (Parigi, 16 marzo 1928 – Parigi, 1º aprile 2004) è stato un attore francese.

## Biografia
Figlio di un parrucchiere, si dedicò alla recitazione fin da giovanissimo e mosse i suoi primi passi nel cabaret, esibendosi in famosi locali notturni di Parigi, e poi a teatro sotto la direzione di registi come Yves Robert.
Attore oltremodo prolifico e versatile, a suo agio in ruoli sia comici che drammatici, in Italia il suo volto è conosciuto principalmente per i personaggi burberi e dignitosi interpretati in alcuni film comici del gruppo musicale francese Les Charlots, tra i quali il sergente Bellec in Cinque matti al servizio di leva (1971), cui prese parte anche Jacques Dufilho in un prototipo del futuro colonnello Buttiglione, e Cinque matti al supermercato (1973), in cui Seiler interpretò l'ex macellaio al dettaglio che diventa sorvegliante in un ipermercato e deve affrontare i comici tentativi di disturbo da parte di un gruppo di ragazzi che cercano di salvare il piccolo negozio di Emile (Michel Galabru) dalla concorrenza.
È morto nel 2004 a causa di un tumore nella sua Parigi, all'età di 76 anni.

## Filmografia

### Cinema
- A piedi... a cavallo... in automobile (Le Garçon sortant du 'Bean's), regia di Maurice Delbez (1957) - non accreditato
- Le signore preferiscono il mambo (Ces dames préfèrent le mambo), regia di Bernard Borderie (1957) - non accreditato
- La vedova elettrica (Le Septième ciel), regia di Raymond Bernard (1958)
- Il gorilla vi saluta cordialmente (Le Gorille vous salue bien), regia di Bernard Borderie (1958) - accreditato come J. François Seiler
- Fatti bella e taci (Sois belle et tais-toi), regia di Marc Allégret (1959)
- La fossa dei disperati (La Tête contre les murs), regia di Georges Franju (1959)
- I vampiri del sesso (Des femmes disparaissent), regia di Édouard Molinaro (1959) - non accreditato
- Il magnifico detective (Comment qu'elle est!), regia di Bernard Borderie (1960)
- La rapina di Montparnasse (Le Caïd) regia di Bernard Borderie (1960)
- I tre moschettieri (Les Trois mousquetaires: Première époque - Les ferrets de la reine), regia di Bernard Borderie (1961)
- La congiura dei potenti (Le Miracle des loups), regia di André Hunebelle (1961)
- La vendetta dei moschettieri (Les Trois mousquetaires: La vengeance de Milady), regia di Bernard Borderie (1961)
- La spiata (La Dénonciation), regia di Jacques Doniol-Valcroze (1962)
- I misteri di Parigi (Les Mystères de Paris), regia di André Hunebelle (1962)
- Il guascone (Le Chevalier de Pardaillan), regia di Bernard Borderie (1962)
- Il grande ribelle (Mathias Sandorf), regia di Georges Lampin (1962)
- Il vizio e la virtù (Le Vice et la vertu), regia di Roger Vadim (1963)
- I fortunati (Les Veinards), regia di Philippe de Broca (1963) - episodio Lo yacht
- Confetti al pepe (Dragées au poivre), regia di Jacques Baratier (1963)
- L'agente federale Lemmy Caution (À toi de faire... mignonne), regia di Bernard Borderie (1963)
- Una bionda... così (Une blonde comme ça), regia di Jean Jabely (1963)
- Spionaggio a Gibiliterra (Gibraltar), regia di Pierre Gaspard-Huit (1964)
- Operazione maggiordomo (Le Majordome), regia di Jean Delannoy (1965)
- Chappaqua, regia di Conrad Rooks (1966)
- La notte dei generali (Maître d'hôtel), regia di Anatole Litvak (1967) - non accreditato
- Montecristo 70 (Sous le signe de Monte-Cristo), regia di André Hunebelle (1968)
- Tre gocce di sangue per una rosa (La Rose écorchée), regia di Claude Mulot (1970)
- Cinque matti al servizio di leva (Les Bidasses en folie), regia di Claude Zidi (1971)
- Cinque matti allo stadio (Les Fous du stade), regia di Claude Zidi (1972)
- Cinque matti al supermercato (Le Grand bazar), regia di Claude Zidi (1973)
- Più matti di prima al servizio della regina (Les Quatre Charlots mousquetaires), regia di André Hunebelle (1974)
- Cinque matti alla riscossa (Les Charlots en folie: À nous quatre Cardinal!), regia di André Hunebelle (1974)
- Cinque matti vanno in guerra (Les Bidasses s'en vont en guerre), regia di Claude Zidi (1975)
- Giochi di fuoco (Le Jeu avec le feu), regia di Alain Robbe-Grillet (1976)
- Merci la vie - Grazie alla vita (Merci la vie), regia di Bertrand Blier (1991)
- J'aimerais pas crever un dimanche, regia di Didier Le Pêcheur (1999)
- Requiem, labirinto mortale (Requiem), regia di Hervé Renoh (2001)

### Televisione
- Les trois soeurs, regia di Jean Prat – film TV (1960)
- Un bon petit diable, regia di Jean-Paul Carrère – film TV (1961)
- Escale obligatoire, regia di Jean Prat – film TV (1962)
- La Torture par l'espérance, regia di Pierre Badel – film TV (1964)
- Lulù, regia di Marcel Bluwal – film TV (1978)
- Les joies de la famille Pinelli, regia di Jean L'Hôte – film TV (1982)
- Music Hall, regia di Marcel Bluwal – film TV (1986)
- Les mémés sanglantes, regia di Bruno Gantillon – film TV (1986)
- Hey Stranger, regia di Peter Woditsch – film TV (1991)
- Balzac - Una vita di passioni (Balzac), regia di Josée Dayan – film TV (1999)

## Doppiatori italiani
- Giorgio Gusso in Cinque matti al servizio di leva
- Antonio Guidi in Più matti di prima al servizio della regina
- Sergio Fiorentini in Cinque matti vanno in guerra, Cinque matti al supermercato